# Catherine Willoughby
Catherine Willoughby, Duchessa di Suffolk, suo jure 12ª baronessa Willoughby de Eresby (Inghilterra, 22 marzo 1519 – Lincolnshire, 19 settembre 1580), è stata una nobildonna inglese che visse alla Corte inglese di Enrico VIII, Edoardo VI e poi di Elisabetta I. Fu la quarta moglie di Charles Brandon, I duca di Suffolk, che funse da tutore durante il suo terzo matrimonio con Maria Tudor, sorella minore di Enrico VIII. Il suo secondo marito fu Richard Bertie membro della sua casa. In seguito alla morte di Charles Brandon nel 1545, si vociferava che Re Enrico avesse considerato Catherine come sua settima moglie, mentre era ancora sposato con Caterina Parr sua sesta moglie e intima amica. Esplicita aderente alla Riforma religiosa, fuggì all'estero durante il Regno di Maria I.

## Infanzia
Catherine nacque probabilmente a Corte, da María de Salinas, amica intima e dama di compagnia di Caterina d'Aragona. Il padre di Catherine, William Willoughby, XI barone Willoughby de Eresby, fu cortigiano alla Corte di Enrico VIII. Catherine nacque il 22 marzo 1519 e fu battezzata il 26 marzo. Il Re aveva favorito un altro matrimonio per consolidare la sua alleanza matrimoniale con la Spagna e aveva persino chiamato Mary Willoughby una delle sue navi da guerra. Sembrava chiaro che Catherine fosse stata chiamata in onore delle Regina, ma la presa di parte di sua madre per Caterina d'Aragona non le impedirono di diventare, in seguito, una dei leader Protestanti.

## Matrimonio
Nel 1526, Lord Willoughby de Eresby morì quando Catherine, a soli sette anni, unica figlia superstite, ereditò la baronia e una rendita annuale di 30.000 ducati. La tutela della bambina e del patrimonio ricadde sul re che la vendette a suo cognato, Charles Brandon, duca di Suffolk. Seguì una battaglia per l'eredità con lo zio della ragazza, il quale sosteneva che le proprietà e i titoli dovessero passare a lui anziché in linea femminile. Risolta questa questione, Catherine fu promessa in sposa al figlio ed erede del duca di Suffolk, Henry Brandon, conte di Lincoln. Comunque, nel 1533, alla morte di Maria Tudor, moglie del duca, sorella di Enrico VIII e regina vedova di Francia, Brandon decise di sposare Catherine egli stesso, mentre suo figlio lord Lincoln morì l'anno dopo. La giovane Catherine aveva appena quattordici anni, mentre il duca di Suffolk, ancorché noto come un uomo estremamente affascinante, ne aveva cinquanta.
Il duca e la sua nuova duchessa ebbero due figli, Henry e Charles. Questo matrimonio introdusse Catherine in un ramo significativo della estesa famiglia reale, dato che Enrico VIII nominò i discendenti di sua sorella Maria eredi al trono subito dopo i suoi.
Il duca e la duchessa furono mandati ad accogliere Anna di Clèves giunta in Inghilterra nel 1539 per sposare il re e nel 1541 aiutarono a far progredire le trattative per il matrimonio tra il re e la sua prossima regina, Catherine Howard. Questo episodio divenne successivamente celebre come l'"adulterio della regina con il suo parente", Thomas Culpeper, nonostante il castello di Grimsthorpe di proprietà del duca e della duchessa fu "uno dei pochissimi luoghi sulla via [...] in cui Caterina non maltrattò se stessa".

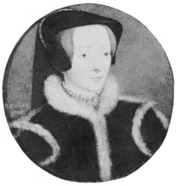
Miniature of Catherine Willoughby, painted by Hans Holbein, the Younger

## Personalità
Nota per le sue sagacia, lingua tagliente e amore per la conoscenza, dagli ultimi anni del regno di Enrico VIII la contessa del Suffolk fu anche una protestante dichiarata. Divenne confidente dell'ultima moglie del re, Catherine Parr, soprattutto dopo la morte del duca (1545), ed ebbe una grossa influenza sui suoi convincimenti religiosi. Nel 1546, mentre il protestantesimo della regina si faceva sempre più discusso, il re ordinò l'arresto della sua consorte, nonostante i tentativi di lei di dissuaderlo. La contessa del Suffolk a quel punto diede un banchetto e durante un gioco di società successivo al pasto disse che il vescovo Gardiner era l'uomo da lei meno amato. E chiamò il suo spaniel proprio Gardiner, divertendo molto tutti coloro che la sentivano invitarlo a starle alle calcagna.  Molti anni dopo, quando il vescovo venne imprigionato durante il regno di Edoardo VI, si tramanda lei abbia detto: "C'è festa tra gli agnelli quando il lupo è zittito".
A quel tempo si rumoreggiava che il re pensasse proprio alla duchessa del Suffolk - ancora poco più che ventenne - come alla sua settima moglie. Nel febbraio del 1547, Van der Delft scrisse:"Esito nel dire che si parla di una nuova regina. Alcuni attribuiscono queste voci alla sterilità della regina, mentre altri pensano che non ci sarà nessun cambiamento durante la guerra ora in corso. Madame Suffolk è molto chiacchierata e gode di grande favore; ma il re non cambia il proprio atteggiamento con l'attuale regina, nonostante si dica lei sia infastidita dai pettegolezzi." Nonostante ciò l'amicizia tra le due Caterine rimase inalterata, e dopo la morte di Enrico VIII nel 1547, la duchessa si impegnò a fondo per la pubblicazione di uno dei libri della regina, "Il lamento di un peccatore". Divenne inoltre la patrona di John Day, il più importante fra gli stampatori protestanti d'Inghilterra: e infatti dal 1548 Day pubblicò molti libri con impresso lo stemma della duchessa del Suffolk. E dall'inizio del 1550 Caterina aiutò molte chiese straniere a stabilirsi per favorire i protestanti non inglesi, soprattutto olandesi, in fuga dalle persecuzioni in atto nel continente.

## Dopo la morte di Enrico VIII
Dopo la morte per parto di Catherine Parr, la duchessa del Suffolk si prese cura di sua figlia, Mary Seymour. Ma la missiva di Caterina al suo amico William Cecil, richiedente denaro per le cure alla bambina, è l'ultimo documento che ci dimostri l'esistenza di Mary. Anni dopo, la duchesse divenne la custode anche di una delle sue nipoti, Lady Mary Grey, quando il padre di lei venne messo agli arresti per essersi sposato senza il consenso reale.
Nel 1551 entrambi i figli della duchessa, già studenti a Cambridge, morirono con un'ora di distanza l'uno dall'altro. Riprendendosi da questa disgrazia e dalla prova subita dalla sua Fede, Caterina si costruì una nuova vita. In questo periodo aveva, come cappellano, Hugh Latimer. Sposò il suo secondo marito, Richard Bertie (25 dicembre 1516 - 9 aprile 1582), un membro del suo casato, per amore e avendo in comune con lui i convincimenti religiosi. Ma Caterina continuò a venire conosciuta come la duchessa di Suffolk, e i suoi sforzi affinché lui assumesse il nome di Lord Willoughby de Eresby risultarono vani. Nel 1555, durante il regno di Maria I, i Bertie furono tra i protestanti inglesi che fuggirono sul continente. La loro persecuzione da parte di Stephen Gardiner, il vescovo di Winchester e Gran Cancelliere, e il loro successivo vagabondare vennero raccontati nel Libro dei martiri di John Foxe, stampato da John Day, il cui resoconto probabilmente scritto dallo stesso Richard Bertie e incluso nell'edizione del 1570. Dopo il loro ritorno in Inghilterra, vissero nella tenuta di Caterina a Grimsthorpe, nel Lincolnshire, e a corte. Figli dell'unione tra Caterina e Richard furono Peregrine Bertie, il quale sposò una sorella di Edward de Vere, e Susan Bertie, che prima sposò Reginaldo Grey e poi Sir John Wingfield, un nipote dell'amica di Caterina Bess of Hardwick.

## Eredità letteraria
I difensori della tesi per cui il vero autore delle commedie shakespeariane sarebbe Oxford, ritengono che la forte personalità di Caterina avrebbe fatto da modello per il personaggio di Paulina ne Il racconto d'inverno. L'esilio della duchessa e di Richard Bertie ispirò La Catastrofe della Duchessa del Suffolk, una ballata di Thomas Deloney pubblicata dopo il 1607, oltre a La Vita della Duchessa del Suffolk, una commedia di Thomas Drue edita nel 1624 e potrebbe anche essere stata il soggetto de I fuggitivi inglesi, una commedia non pubblicata di William Haughton del Seicento. Il testo de "La Duchessa di Melfi", opera di John Webster, inoltre, presenta molti rimandi al secondo matrimonio della duchessa con un suo familiare e alla loro successiva persecuzione; anche se questi paralleli sono meno certi dei precedenti.

## Discendenza
Da Charles Brandon, I Duca di Suffolk ebbe:
- Henry Brandon, II duca di Suffolk (18 settembre 1535 – 14 luglio 1551). Ereditò il ducato dal padre, ma morì prematuramente a causa della malattia del sudore.
- Charles Brandon, III duca di Suffolk (1537 - 14 luglio 1551). Fu Duca di Suffolk per poche ore prima di morire anche lui della stessa malattia del fratello maggiore. Il ducato fu ereditato da Henry Grey, marito di Frances Brandon, nata da Charles Brandon e Maria Tudor.

Dopo la morte di Brandon si risposò con Richard Bertie da cui ebbe:
- Susan Bertie, contessa di Kent (1554 – ?). Nel 1570 sposò Reginald Gray di Wrest, V conte di Kent (m. 1573). Si risposò il 30 settembre 1581 con John Wingfield, da cui ebbe due figli, Peregrine e Robert.
- Peregrine Bertie, XIII barone Willoughby de Eresby (12 ottobre 1555 – 1601), prende il nome dal fatto che i suoi genitori erano in esilio al momento della sua nascita. Sposò Mary de Vere, da cui ebbe sette figli.